# Bo Leuf
Bo Arne Leuf (9 de julio de 1952 – 24 de abril de 2009) fue coautor del libro  The Wiki Way (2001), escrito en colaboración con wiki inventor Ward Cunningham. Su libro Peer To Peer (2002) analiza diferentes soluciones peer-to-peer (P2P) tanto desde un punto de vista técnico como legal.
Bo Leuf vivía en Gotemburgo, Suecia. Fue candidato del Partido Pirata en las Elecciones generales suecas de 2006 y también estaba en su directorio como tesorero.
En 1971, vino del Västernorrland a Gotemburgo para estudiar ingeniería física en la Universidad de Chalmers.
En 1979, abrió una librería llamada Wizard en Gotemburgo. Más tarde, cuando se mudó a Malmö en 1992, abrió una nueva tienda, esta vez bajo el nombre de Daggshimmer. En este momento en Malmö, también ayudó a su esposa y suegra a administrar la Escuela de Idiomas de Demaret, una antigua Escuela de idiomas Berlitz que todavía usa el mismo método de enseñanza.
Se casó el 2 de junio de 1984 y tuvo dos hijos. Murió de cáncer el 24 de abril de 2009.

## Publicaciones
- Bo Leuf, Ward Cunningham, The Wiki Way: Quick Collaboration on the Web, Addison-Wesley (abril de 2001) ISBN 0-201-71499-X
- Bo Leuf, Outlook en pocas palabras: referencia rápida para usuarios avanzados, ISBN 1-56592-704-4
- Bo Leuf, Peer to Peer: Colaborar y compartir a través de Internet, ISBN 0-201-76732-5
- Bo Leuf, La Web Semántica: Creando Infraestructura para la Agencia, John Wiley & Sons, 2006, ISBN 0-470-01522-5